# イツハク・ルリア
イツハク・ベン・ソロモン・ルリア・アシュケナジー（Isaac ben Solomon Luria Ashkenazi、ヘブライ語: יִצְחָק בן שלמה לוּרְיָא אשכנזי、Yitzhak Ben Sh'lomo Lurya Ashkenazi、1534年 - 1572年7月25日）は、オスマンシリア、現在のイスラエルのガリラヤ地方のツファットのコミュニティで、主要なラビを務めたユダヤ教神秘主義者。彼は現代カバラの父と見なされており、その教えはルリアニック・カバラと呼ばれている。ルリアは主に口頭で教えを広め、弟子たちがそれを文書化した。
ルリアは1572年7月25日にツファットで死去し、ツファットの古いユダヤ人墓地に埋葬された。 
イスラエルのツファットにあるアリー・アシュケナジー・シナゴーグは、16世紀後半にルリアを記念して建設された。 

## 若年期
ルリアは1534年にエルサレムで、アシュケナジムの父ソロモンと、セファルディムの母の間に生まれた。 